# Tour di Bianca Atzei
Questa pagina contiene tutti i tour della cantante italiana Bianca Atzei.

## Bianco e nero Club
Dopo vari concerti dal 2012 al 2014, volti a promuovere i suoi singoli, e nel 2015, per promuovere l'album, l'8 dicembre 2015 è partito il primo vero tour di Bianca Atzei, proseguito poi a gennaio 2016, in alcuni dei più importanti club d'Italia.

### Date
| Data            | Città         | Luogo                   |
| --------------- | ------------- | ----------------------- |
| 8 dicembre 2015 | Milano        | Blue Note               |
| 14 gennaio 2016 | Napoli        | Common Ground           |
| 16 gennaio 2016 | Marcellinara  | Zoom                    |
| 17 gennaio 2016 | Castrovillari | Dejavú                  |
| 21 gennaio 2016 | Brescia       | Latteria Molloy         |
| 22 gennaio 2016 | Ascoli Piceno | Container di Grottamare |
| 23 gennaio 2016 | Pomezia       | 2.0                     |
| 27 gennaio 2016 | Roma          | Quirinetta              |

### Scaletta
1. Il solo al mondo
2. Arido
3. Medley: La strada per la felicità (Laura)/Bianco e nero
4. In un giorno di sole
5. Ciao amore ciao (cover Luigi Tenco)
6. Medley: Otto settembre/Quanto vale un ti amo
7. Halleluja (cover di Leonard Cohen)
8. Non è vero mai
9. Medley: Da me non te ne vai/Convincimi/Polline/La gelosia/L'amore vero/Non puoi chiamarlo amore
10. Almeno tu nell'universo (cover di Mia Martini)
11. Natural woman (cover di Aretha Franklin)
12. La paura che ho di perderti
13. Riderai

## Bianco e nero Live
A 3 mesi dalla fine del Bianco e nero Club, Bianca Atzei parte per tutta l'estate 2016 con un secondo tour per promuovere l'album Bianco e nero, il Bianco e nero Live.

### Date
| Data           | Città                | Data              | Città                    |
| -------------- | -------------------- | ----------------- | ------------------------ |
| 27 aprile 2016 | Civitella del Tronto | 7 maggio 2016     | Contrada Trinità Sicilia |
| 8 maggio 2016  | Viddalba             | 10 maggio 2016    | Cirò Marina              |
| 11 maggio 2016 | Melilli              | 14 maggio 2016    | Torralba                 |
| 20 maggio 2016 | Moniga del Garda     | 21 maggio 2016    | Tula                     |
| 24 maggio 2016 | Cabras               | 29 maggio 2016    | Torino di Sangro         |
| 14 giugno 2016 | Torremaggiore        | 20 giugno 2016    | Aliano                   |
| 15 luglio 2016 | Riccia               | 16 luglio 2016    | Caria                    |
| 17 luglio 2016 | Varapodio            | 24 luglio 2016    | Orosei                   |
| 27 luglio 2016 | Palmoli              | 30 luglio 2016    | Lodè                     |
| 31 luglio 2016 | Isola di Albarella   | 14 agosto 2016    | Chia-Pula                |
| 15 agosto 2016 | Bortigali            | 16 agosto 2016    | Grisolia                 |
| 18 agosto 2016 | Giurdignano          | 20 agosto 2016    | Orgosolo                 |
| 21 agosto 2016 | Arbus                | 23 agosto 2016    | Arena                    |
| 27 agosto 2016 | Siligo               | 17 settembre 2016 | Monti                    |

## Bianca Atzei Live 2017
Nell'estate 2017, Bianca torna con i concerti nelle piazze italiane, cantando le canzoni dell'album Bianco e nero, la canzone in gara alla 67ª edizione del festival di Sanremo, Ora esisti solo tu e il singolo successivo, Abbracciami perdonami gli sbagli.
| Data             | Città                     |
| ---------------- | ------------------------- |
| 12 maggio 2017   | Slovenia, Nova Gorica     |
| 16 maggio 2017   | Lesina                    |
| 20 maggio 2017   | Sartano                   |
| 28 maggio 2017   | Santa Lucia (Fonte Nuova) |
| 29 maggio 2017   | Gravina in Puglia         |
| 10 giugno 2017   | Orte Scalo                |
| 12 giugno 2017   | Cellole                   |
| 14 giugno 2017   | Palazzo San Gervasio      |
| 7 luglio 2017    | Pozzomaggiore             |
| 8 luglio 2017    | Roma                      |
| 10 luglio 2017   | Isola del Liri            |
| 15 luglio 2017   | Realmonte                 |
| 16 luglio 2017   | Porto Cervo               |
| 20 luglio 2017   | Soverato                  |
| 5 agosto 2017    | Morroni di Bonito         |
| 12 agosto 2017   | Ripalimosani              |
| 13 agosto 2017   | Rossano                   |
| 17 agosto 2017   | Meta (Civitella Roveto)   |
| 19 agosto 2017   | Arzana                    |
| 21 agosto 2017   | Villa San Pio X           |
| 25 agosto 2017   | Abbasanta                 |
| 29 agosto 2017   | Gricignano di Aversa      |
| 8 settembre 2017 | Uta                       |
| 9 settembre 2017 | Mistretta                 |

### Scaletta
1. Ora esisti solo tu
2. Medley: Bianco e nero/Non puoi chiamarlo amore
3. La strada per la felicità (Laura)
4. Riderai
5. In un giorno di sole
6. Medley: La gelosia/Il solo al mondo
7. Medley di Battisti
8. La paura che ho di perderti
9. Mash up: Halleluja/Life On Mars/Kiss
10. Folle stronza (Cover di Loredana Errore)
11. Medley acustico
12. Ciao Amore Ciao
13. Non è vero mai
14. Abbracciami perdonami gli sbagli

Bis
1. Medley: Otto Settembre/Intro
2. Ora esisti solo tu (versione acustica)

## Bianca Atzei Live 2018
A giugno 2018 Bianca torna sui palchi per il tour estivo. Oltre ai brani dell'album Bianco e nero e alle canzoni Ora esisti solo tu e Abbracciami perdonami gli sbagli, vengono proposti anche i tre singoli successivi: Fire on Ice, Risparmio un sogno e Come in un'isola.

## Il Nostro Tour 2019
Ad aprile 2019, tramite un sondaggio sul suo profilo instagram, Bianca sceglie assieme ai suoi follower il nome della tournée estiva, Il Nostro Tour 2019, che avrà luogo nelle piazze di varie città italiane.